# Segol (Trope)
| ֽ | Sof pasuq       |  | ֑   | Etnachta            |
| ֶ | Segol (Trope)   |  | ֓ ׀ | Schalschelet gedola |
| ֔ | Zaqef qaton     |  | ֕   | Zakef gadol         |
| ֗ | Rewia           |  | ֖   | Tipcha              |
| ֮ | Zarqa (Trope)   |  | ֙   | Paschta             |
| ֚ | Jetiw           |  | ֛   | Tewir               |
| ֜ | Geresch (Trope) |  |    | Gerschajim (Trope)  |
| ֡ | Pazer           |  | ֟   | Qarne para          |
| ֠ | Telischa gedola |  | ֣ ׀ | Munach Legarmeh     |

| ֣ | Munach           |  | ֤ | Mahpach         |
| ֥ | Mercha           |  | ֦ | Mercha kefula   |
| ֧ | Darga (Trope)    |  | ֨ | Qadma           |
| ֩ | Telischa qetanna |  | ֪ | Jerach ben jomo |
| ֖ | Majela (Trope)   |  |  |                 |

Segol ◌֒ ist eine Trope in der jüdischen Liturgie und zählt zu den biblischen Satz-, Betonungs- und Kantillationszeichen Teamim, die im Tanach erscheinen. Die Trope Segol sollte nicht mit dem Vokalzeichen Segol verwechselt werden.

## Bezeichnungen
| Trope                                                                          |
| ------------------------------------------------------------------------------ |
| von altgriechisch τρόπος tropos über jiddisch טראָפּ trop dt.: Betonung, Melodie |

In der sephardischen Tradition wird das Betonungszeichen Segolta סְגוֹלְתָּא genannt. In der italienischen Tradition ist Segulta סְגֻלְתָּא die Bezeichnung. In der jemenitischen Tradition wird es auch Sarulto genannt.

## Symbol
Der Name Segol bedeutet Traube. Das Symbol wird unter gleichem Namen auf zweierlei Arten verwendet: Einmal als Nikud, also als Vokalzeichen zur Vokalisierung des Konsonantentextes für ein kurzes ä oder e. In diesem Fall steht es grundsätzlich unter dem zugehörigen Konsonanten. Zum anderen wird es verwendet als Kantillationszeichen für den gottesdienstlichen Vortrag in der Synagoge, in diesem Fall steht das Symbol über dem Wort. Es gibt verschiedene typographische Varianten für die Trope, das Zeichen besteht jedoch immer aus drei Punkten.

## Stellung
Das Symbol kommt laut Jacobson an der linken oberen Spitze des letzten Buchstabens vor, z. B. סְגוֹל֒. Wenn die Betonung nicht auf der letzten Silbe ist, dann kommt ein zweiter Segol auf den ersten Buchstaben der betonten Silbe בָּ֒אנוּ֒.

## Grammatik
Segol ist eine starke Disjunktion, sogar stärker als Zakef. Gelegentlich können Pausalformen bei einem Segol auftreten. Nur noch Etnachta und Sof pasuq/Silluq sind stärkere Disjunktionen. Segol befindet sich immer als untergeordneter Trenner in einem Etnachta-Segment, es kann ein Tipcha-Segment folgen oder ein Zakef-Segment oder weitere Segol-Segmente. Segol ist dabei immer stärker als ein folgendes Tipcha oder Zakef. Segol tritt nie isoliert auf, falls es allein auftreten würde, tritt Schalschelet an die Stelle.
| Etnachta | Zakef qaton oder Tipcha | Segol | Zarqa oder Munach |
| -------- | ----------------------- | ----- | ----------------- |
| ◌֑        | ◌֔ ◌֖                     | ◌֒     | ◌֮ ◌֣               |

Da Segol nicht alleine stehen kann, tritt es entweder mit einem vorhergehenden Trenner Zarqa oder mit einem vorhergehenden Verbinder Munach auf. Es gibt auch Fälle, bei denen Segol gemeinsam mit Zarqa und Munach auftritt. Im Segol-Segment können als weitere untergeordnete Trenner zusätzlich zu Zarqa noch Rewia-Segmente auftreten.

## Vorkommen
| Teil des Tanach | Segol |
| --------------- | ----- |
| Tora            | 368   |
| Nevi’im         | 413   |
| Ketuvim         | 173   |
| Gesamt          | 954   |

Die Tabelle zeigt das Vorkommen von Segol in den 21 Büchern.